# Тарасюк, Леонид Ильич
Леонид Ильич Тарасюк (1925, Ленинград — 1990, возле Кемпер, Франция) — советский, американский историк и оружиевед, специалист по русской культуре и истории XVII века.
Кандидат исторических наук. Работал в Рыцарском зале Эрмитажа, заведовал коллекцией оружия в Метрополитен-музей. Протип «оружейника Тарасюка» в «Легендах Невского проспекта» М. И. Веллера.

## Биография
Родился в 1925 году в еврейской семье, переехавшей в Ленинград с Украины. Отец его был мастером по изготовлению головных уборов. В детстве нашел золотую бляху с гербом графа Орлова-Чесменского и передал ее в Эрмитаж; в благодарность за это получил бесплатный месячный пропуск в музей. Глубокое впечатление от посещений Эрмитажа решительно повлиляло на его дальнейший жизненный путь. Как говорил впоследствии сам Тарасюк: «а отнес бы в Торгсин — и ничего бы этого не было». В школьные годы он посещал археологический кружок в Эрмитаже и ездил на раскопки Херсонеса.
Начало Великой Отечественной войны провёл в блокадном Ленинграде, затем служил в армии. После войны демобилизовался и в 1946 году поступил на Исторический факультет Ленинградского университета, учился на археологическом отделении, которым тогда руководил М. И. Артамонов. Научным руководителем Тарасюка был В. Ф. Гайдукевич, тема диплома — «Боспорское денежное обращение и скифская нумизматика». В студенческие годы начал серьёзно заниматься фехтованием, был чемпионом университета, позднее получил судейскую категорию.
После окончания университета в 1951 году, в обстановке борьбы с космополитизмом, имел проблемы с трудоустройством. Сначала, с помощью В. Ф. Гайдукевича устроился в археологическую экспедицию в Крыму. Тем временем был арестован и выслан хранитель отдела оружия в Эрмитаже Косинский М. Ф., директором Эрмитажа стал М. И. Артамонов и Тарасюка взяли сначала на временную работу (завершить восстановление экспозиции) а затем зачислили в штат с минимальной зарплатой. Получив возможность заниматься научной деятельностью на материале эрмитажных коллекций, Тарасюк быстро стал известным специалистом в истории оружия, начал публиковать оружиеведческие работы в зарубежных изданиях. В 1958 году стал членом Академии Сан-Марчиано, объединявшей специалистов по изучению старинного оружия.
В 1959 году был неожиданно арестован и осужден на три года по обвинению в антисоветской пропаганде. Отбывал срок в Тайшете и Мордовии. После освобождения, благодаря помощи знакомых сумел прописаться в Ленинграде и впоследствии постепенно восстановился в Эрмитаже в прежней должности. Работал консультантом на Ленфильме, принимал участие в работе над фильмами «Гамлет», «Король Лир», «Начало».
В 1965 году успешно защитил кандидатскую диссертацию по теме «Русское ручное огнестрельное оружие XVI—XVII веков: Воспламенительные механизмы, их эволюция и применение», после чего стал преподавать на кафедре Истории Средних веков ЛГУ. В 1971 году он издал свою самую значительную работу — фундаментальное исследование «Старинное огнестрельное оружие в собрании Эрмитажа. Европа и Северная Америка».
В 1972 году попытался получить разрешение на выезд из СССР в Израиль вместе с семьёй. После получения отказа написал письмо сенатору Джексону (совместно с Валерием Пановым). Джексон, в свою очередь, обратился к Брежневу, и в результате в 1973 году Тарасюк переехал в Израиль.
В Израиле работал в Музее подводной археологии в Хайфе. Из-за проблем со зрением переехал в США, где зрение удалось частично спасти. В 1975 года устроился научным сотрудником в Метрополитен-музей, помогал Жаклин Кеннеди в работе над альбомом «In the Russian style. With the cooperation of the Metropolitan Museum of Art», посвященном истории русского придворного костюма. Совместно с Клодом Блэром подготовил работу «The Complete encyclopedia of arms & weapons». В 1986 году получил должность старшего научного сотрудника в Метрополитен-музее.
11 сентября 1990 года, в ходе путешествия по Франции, попал в автокатастрофу недалеко от города Кемпер и погиб вместе с супругой.

## Основные работы
- Русское ручное огнестрельное оружие XVI—XVII веков: воспламенительные механизмы, их эволюция и применение (1965) — Кандидатская диссертация на правах рукописи.
- Детское и миниатюрное оружие XV—XIX в. (1971)
- Старинное огнестрельное оружие в собрании Эрмитажа. Европа и Северная Америка  (1971) — Альбом
- The Complete encyclopedia of arms & weapons (1982) — в соавторстве с Клодом Блэром